# Айларов, Заур Казбекович
Айларов Заур Казбекович (род. 1 августа 1991, Владикавказ) — российский профессиональный боксёр. Является чемпионом мира по версиям: WBF, WBL; чемпион России по версии Pro Boxing. Боксом начал заниматься в 2007 году.

## Биография
С 1998 по 2008 учился и окончил СОШ № 27 города Владикавказ.
С 2009 по 2013 учился и окончил юридический факультет Горского государственного аграрного университета.

## Спортивная карьера
С 2007 года занимается боксом, первый тренер Александр Гасинов. Сейчас тренируется под руководством Батраза Баскаева.
В 2008 году стал победителем первенства России среди юношей.
В 2009 году серебряная медаль первенства России среди юношей.
В 2010 году бронзовая медаль первенства России среди молодежи.
С 2011 года по 2015 год жил в Украине, городе Киев, и выступал там.
С 2017 года боксирует по профессионалам. Провёл 8 боев во всех 8 одержал победу[что?][где?]. Чемпион России по версии журнала про бокс[какого?].

## Награды и звания
- Чемпион Украины 2012 года.
- Бронзовый призёр кубка мира 2013 года.
- Мастер спорта международного класса по боксу.
- Чемпион мира в тяжелом весе по версии WBF, WBL.
- Медаль за вклад в развитие физической культуры и спорта РСО-Алания.